# Gårdliden
Gårdliden är ett naturreservat i Älvsbyns kommun i Norrbottens län.
Området är naturskyddat sedan 2010 och är 1,2 kvadratkilometer stort. Reservatet omfattar nordostsluttningar av berget Gårdliden ner mot två tjärnar och våtmarker kring dessa. Reservatet består främst av tallskog med mindre partier av lövträd. 